# Massif forestier de Compiègne
Massif forestier de Compiègne este o arie protejată (sit de importanță comunitară — SCI) din Franța întinsă pe o suprafață de 3.185 ha, integral pe uscat.

## Localizare
Centrul sitului Massif forestier de Compiègne este situat la coordonatele 49°19′45″N 2°51′52″E / 49.32917°N 2.86444°E.

## Înființare
Situl Massif forestier de Compiègne a fost declarat arie specială de conservare în baza directivei 92/43 din 1992 referitoare la conservarea habitatelor naturale și a faunei și florei sălbatice pentru a proteja 1 specie de plante și 12 specii de animale.

## Biodiversitate
Situată în ecoregiunea atlantică, aria protejată conține 15 habitate naturale: Formațiuni ierboase bogate în specii de Nardus, dezvoltate pe substraturi silicioase în zone montane (și în zone submontane, în Europa continentală), Liziere de ierburi înalte hidrofile de câmpie și de nivel montan până la alpin, Păduri de fag acidofile atlantice, cu subarboret de Ilex și, uneori, de asemenea, Taxus, la nivelul arbuștilor (Quercion robori-petraeae sau Ilici-Fagenion), Păduri de fag Asperulo-Fagetum, Ape stătătoare oligotrofe până la mezotrofe, cu vegetație de Littorelletea uniflorae și/sau de Isoëto-Nanojuncetea, Păduri de stejar sau de stejar și carpen sub-atlantice și medio-europene de Carpinion betuli, Pajiști cu Molinia pe soluri calcaroase, turboase sau argilos-nămoloase (Molinion caeruleae), Fânețe de joasă altitudine (Alopecurus pratensis, Sanguisorba officinalis), Pajiști uscate europene, Formațiuni de Juniperus communis pe lande sau pajiști calcaroase, Pajiști uscate seminaturale și facies de acoperire cu tufișuri pe substraturi calcaroase (Festuco-Brometalia) (* situri importante pentru orhidee), Păduri pe pante, grohotișuri și ravene de Tilio-Acerion, Păduri aluvionare cu Alnus glutinosa și Fraxinus excelsior (Alno-Padion, Alnion incanae, Salicion albae), Ape puternic oligomezotrofe cu vegetație bentonică cu Chara spp., Pajiști calcaroase din nisipuri xerice.
La baza desemnării sitului se află mai multe specii protejate:
- plante (1): mușchi (Dicranum viride)
- amfibieni (1): triton cu creastă (Triturus cristatus)
- mamifere (6): liliac cârn (Barbastella barbastellus), liliac cu urechi mari (Myotis bechsteinii), liliac cărămiziu (Myotis emarginatus), liliac comun (Myotis myotis), liliacul mare cu potcoavă (Rhinolophus ferrumequinum), liliacul mic cu potcoavă (Rhinolophus hipposideros)
- nevertebrate (5): croitorul mare al stejarului (Cerambyx cerdo), Euplagia quadripunctaria, Limoniscus violaceus, rădașcă (Lucanus cervus), Osmoderma eremita

Pe lângă speciile protejate, pe teritoriul sitului au mai fost identificate 23 de specii de plante, 4 specii de păsări, 1 specie de nevertebrate.